# Ярославка (Ніжинський район)
Яросла́вка — село в Україні, у Бобровицькій міській громаді Ніжинського району Чернігівської області. До 2017 — центр сільської ради. Територія старостинського округу розташована в західній частині району й межує з Київською областю.
Відстань до районного центру автомобільними шляхами — 10 км, до обласного центру — 111 км. На честь села названо залізничну зупинну платформу Ярославка (1974, колишня назва — «Листочок»).

## Історія
Поблизу Ярославки виявлено кургани ІІ-І тисячоліття до н. е.
Село було засновано у 1196 році. Назва села походить від імені його засновника — чернігівського князя Ярослава, який правив у 1177–1198 роках. На території села є рештки поселення «Княже дворище» (ХІІ-ХІІІ ст.). Народні перекази стверджують, що саме тут колись стояв княжий палац і княжий хутір. Палац знаходився на підвищенні, а коло нього розташовувалося невелике озеро, відоме пізніше як Кирилишні болота. З північного та південного заходу тягнулися непрохідні густі ліси, а на сході та південному сході розкинувся широкий родючий степ.
В урочищі «Княжого дворища» жителі Ярославки в різні часи знаходили історичні артефакти: шматки тонкої квадратної цегли, кінські підкови, довгі списи, уламки широких мечей, залізні речі, схожі на кухарські пательні. Козак села Ярославки Шморгун Петро Омелянович в 1873 році засвідчив знахідку широкого двосічного меча під час орання землі.
Згідно з літописом, в 1196 році князь Ярослав дізнався, що Всеволод Суздальський і Давид захопили вятські міста. Це змусило його зайнятися обороною своїх земель. Головною загрозою для себе він вважав Рюрика, Київського князя, який був союзником Всеволода. Саме в цей час для протидії Київському князю були укріплені «городки» Басані та Ярославки.
В 3-х верстах від Ярославки біля шляху на Остер розкинулось урочище Калинів кущ. В княжі часи його вкривав будівельний ліс. Мешканці Ярославки були певні, що під час монгольської навали жителі села сховали тут, в густих хащах, своє майно. Такі чутки приманювали шукачів скарбів, які розривали старовинні могили поблизу урочища. В 19-у столітті селяни використовували Калинів кущ для випасу худоби.
Польська люстрація Остерського староства 1628 р. згадує село Jarosławke, 1636 р. — Jarosławska.
Згідно з Генеральним слідством про маєтності Київського полку до початку XVIII ст. Ярославка входила до складу Бобровицької сотні Київського полку і була власністю гетьманів. Мазепа заволодів ним, пізніше ним володіла його мати ігуменя Марія Магдалина, а потім — гетьман Іван Скоропадський. У 1713 році Скоропадський своїм універсалом «несправедливо» (по 10 пункту) віддав Ярославку Києво-Видубицькому монастирю, однак через 16 років самого документу не знайшлося.. У 1715 році ігумен монастиря Лаврентій Горка віддав у оренду шинок у Ярославці літківському єврею Леську на рік за 300 золотих. Ярославським підданим заборонялося для проведення значних заходів купувати горілку в інших місцях, а за порушення вони мали сплатити штраф. Натомість шинкар мав робити знижки в окремих випадках. У 1716 році трапилася суперечка за сіно, кошене у степу біля Чорного кургану між Озерянами та Ярославкою. Майбутній переяславський полковник Василь Танський, брат київського полковника Антона Танського, дозволив через озерянського старосту бобровицькому сотнику Костянтину Косташу скосити сіно для свого маєтку в Озерянах. Іван Скоропадський у листі Лаврентію Горці та в окремому універсалі розпорядився повернути сіно в Ярославку, підтвердив належність поля, обмеженого Чорним курганом, Басанським шляхом та доріжкою від Бобровиці до Ярославки, наказав, або ярославські селяни та підсусідки не записувалися в козаки, але не підтвердив володіння монастирем греблі на річці Смердлику. Цього ж року вдова Леська Тумка подарувала гай на березі над річкою нижче Шаповалового млина священнику Ярославки ієрею Олексію за поминання небіжчика. Священник за певні гроші віддав гай монастирю. У купчій згадано поіменно деяких жителів села. У 1726 році в селі Ерославка 68 дворів (1729 року в селі Ярославка — 53 двори) належали монастирю. Тут було створено економію з двох фруктових садів, ставу, водяного млина і винокурні. В селі була поштова станція, яку охороняли солдати Новгородського солдатського полку, в центрі села церква, а на околиці — монастирське дворище.
У 1738 році в Ярославці з'явився самозванець, що видавав себе за сина Петра І Олексія Петровича. Ним виявився наймит басанського сотника Іван Петрович Миницький. Самозванця підтримав місцевий священник Гаврило Могила. 7 жовтня обох було привселюдно жорстоко страчено в Ярославці. Загалом по справі було страчено 11 осіб.
Ярославський храм Покрови Пресвятої Богородиці відомий з 1713 року. Він стояв на «козацькій стороні старої частини Ярославки». Священник Трохим Слодницький прийшов на службу до цього храму в 1739 році. Його внук Андрій Золотницький (1773—1855) свідчив, що церква була дерев'яною і маленькою, мала 3 куполи й один престол. Вже в той час вона була дуже старою. В 1713 році священником був Андрій Юзефович.
В 1740 році храм розібрали, оскільки він був сильно зношений і старий. Нову церкву збудували в іншому місці — в кінці села на старовинному сільському кладовищі. Храм цей був з одним куполом і одним престолом; дуже маленький і тісний, з критою галереєю навколо. Однак в 1798 році один з жителів Ярославки прем'єр-майор Гнат Матвійович Шум переконав громаду в необхідності побудови нового храму, більшого за розміром. Оскільки коштів на будівництво у парафіян небуло, він пообіцяв допомагати грошима й іншими засобами. 2 червня (ст.стиль) 1799 року дозвіл на побудову нової церкви був отриманий. Стару ж тісну церкву продали в містечко Бровари Остерського повіту за 300 рублів. Будівництво очолив разом з Гнатом Шумом священник Трохим Слоднецький, близький родич бувшого в 1753 році настоятелем Видубицького монастиря архімандрита Леонтія Злотницького.
Село було центром Ярославської волості Козелецького повіту.
За даними 1859 року населення села становило 2440 осіб на 362 двори. Серед них — 1182 чоловіка та 1258 жінок. Ярославка — село казачье и владѣльческое, при протокѣ Смердликѣ. У селі були православна церква та сільське приходське народне училище, відкрите у 1856 році..
У 1866 році школа, на відміну від більшості шкіл повіту, підпорядковувалася Палаті Державного Майна, а не Чернігівській єпархії. У ній навчалися 44 хлопця та 17 дівчат віком 7-12 років. Під школу коштом громади було виділено окремий будинок. Учителем був священник Андрій Муравський, якого було відзначено за свої здібності та старанність у викладанні. Окремої платні за викладання вчителю не надавалося. Станом на 1890 рік школа мала 2 класні кімнати, розраховані на 82 учні кожна. Попечитель: Ігнатій Бондар. Законовчитель: священник Григорій Рожалін. Вчитель: Петро Буримов. Вчителька: Марія Муравська. Її попередник Василь Трощановський пішов з посади за власним бажанням. Законовчитель священник Андрій Муравський був звільнений по розпорядженню єпархіального начальства. Кількість учнів на 1 січня 1889 року: 58 хлопчиків, 6 дівчат. Кількість учнів на 1 січня 1890 року: 77 хлопчиків, 8 дівчат. При цьому хлопчиків шкільного віку в селі налічувалося 260 осіб, школа ж розрахована на 164 учні.
У селі в 1866 році було 362 двори і проживало 2440 жителів. Діяло парафіяльне училище.
В 1868 році земство звернуло увагу на значне розповсюдження сифілісу в повіті і в Ярославці в тому числі: «Сифилис, как оказалось, распространен по целому уезду в большей или меньшей степени; в некоторых местах, как Ярославке, Казацком, он сильно распространен и надобно неустанно здесь действовать для того, чтобы польза от его лечения оказалась заметною.»
В 1889 році в селі діяло обовїязкове страхування нерухомого майна. «Нормальна» оцінка коштувала 30 рублів за хату і 15 рублів за всі «холодные постройки». «Особлива» оцінка коштувала 500 рублів за всі будівлі одного двору.
Протягом 1889 року селом прокотилося 4 пожежі: 5 січня (1 двір постраждав), 31 березня (2 двори постраждало), 24 квітня (1 двір постраждав), 13-14 серпня (8 дворів постраждало).
У 1892 році Козелецьке земство відкрило Ярославську лікарню. Однак через 8 років вона вже потребувала значного ремонту. Необхідно було капітально відремонтувати старий сарай, влаштувати нові погреби і льодовик, перекласти 2 печі, влаштувати ґанок з боку подвір'я і відремонтувати штукатурку як самої лікарні, так і інфекційного відділення. Планувалося також прокласти водопровід. В 1909 році влада збільшила ассигнування коштів на закупівлю медикаментів у зв'язку з приєднанням до Ярославської лікарні Ядловського пункту. Лікарня закупила великий мідний самовар, канцелярську лампу, і провела ремонт: відремонтувала старий сарай, змінила водопровідні труби новими оцинкованими, облаштувала водяний клозет і яму для відводу нечистот. Був встановлений вентилятор в стелі лікарняного коридору.
У 1895 році в Тобольській губернії переселенцями з Ярославської волості було засновано Ярославку.
За переписом 1897 року в селі мешкали 3583 особи, серед них — 1751 чоловік та 1832 жінки. Православними себе назвали 3507.
Побудовано дерев'яну православну Покровську церкву. Будівництво почалося ще у 1713 році. Потім церкву заново перебудовували двічі (у 1799 р. та 1901 р.). З 1932 р. приміщення церкви використовувалося як зерносховище. Після війни і до 1963 р. діяла церква, але пізніше було переобладнано під Будинок культури. Наразі приміщення знову використовується як церква.
У 1897 році — 701 двір, 4075 жителів.
У 1899 році служитель Ярославської лікарні Євтопій Шеченко був премійований за сумлінну і довголітню працю на сумму 10 рублів. В той же час вчитель Ярославської школи Яків Аніщенко виклопотав в нагороду за 25-річну службу на своїй посаді грошову допомогу в 100 рублів щорічно для виховання своїх дітей до тих пір, поки в тому буде потреба.
1910-го року Козелецька земська управа зачинила Ярославську земську школу, і на її місці відкрила 2 комплекта (тобто на 2 парралельні класи) школи в окремих приміщеннях. Для навчання молоді школа мала: глобус, 6 карт, 10 таблиць і 1 лінійка. Для користування викладачами були наявні посібники: 2 для диктантів, 150 хрестоматій, 75 задачників і 4 методички. 120 підручників було призначено для користування малоімущими учнями. Шкільна бібліотека налічувала 530 книг.
|          | Під час найбільшої кількості учнів поділ за станом | Під час найбільшої кількості учнів поділ за станом | Під час найбільшої кількості учнів поділ за станом | Під час найбільшої кількості учнів поділ за станом | Під час найбільшої кількості учнів поділ за віросповіданням | Під час найбільшої кількості учнів поділ за віросповіданням |
| -------- | -------------------------------------------------- | -------------------------------------------------- | -------------------------------------------------- | -------------------------------------------------- | ----------------------------------------------------------- | ----------------------------------------------------------- |
| Стать    | Дворянство                                         | Духовенство                                        | Селяни й козаки                                    | Міщани                                             | Православні                                                 | Євреї                                                       |
| Хлопчики | 1                                                  |                                                    | 106                                                | 2                                                  | 107                                                         | 2                                                           |
| Дівчата  |                                                    | 1                                                  | 27                                                 | 2                                                  | 27                                                          | 3                                                           |

| Рік заснування 1876. Попечитель Кринська Є. І. | Вік | Звідки родом          | Сімейне положення | Освіта              | Срок служби | Система викладання                       |
| ---------------------------------------------- | --- | --------------------- | ----------------- | ------------------- | ----------- | ---------------------------------------- |
| Законовчитель священник Цукровський В.         | 49  | Чернігівська губернія | Одружений         | Духовна семінарія   | 23          | Кожен викладач веде свій клас до випуску |
| Вчитель Аніщенко Я. М.                         | 54  | Чернігівська губернія | Одружений         | Прогімназія         | 35          | Кожен викладач веде свій клас до випуску |
| 2-га вчителька Аніщенко М. Я.                  | 23  | Козелецький повіт     | ДІвиця            | Гімназія            | 3           | Кожен викладач веде свій клас до випуску |
| 3-я вчителька Стратонович Є. М.                | 20  | Козелецький повіт     | ДІвиця            | Єпархіальне училище | 2           | Кожен викладач веде свій клас до випуску |

| Дата відкриття | Завідувач               | Бібліотекар    | Бібліотекар  | Бібліотекар         | Бібліотекар         | Бібліотекар             | Бібліотекар |
| -------------- | ----------------------- | -------------- | ------------ | ------------------- | ------------------- | ----------------------- | ----------- |
| Дата відкриття | Завідувач               | Прізвище       | З якого часу | Стан                | Суспільне положення | Освіта                  | Заняття     |
| 16.10.1905     | Священник В.Цукровський | Я. М. Аніщенко | 01.11.1898   | Почесний громадянин | Народний вчитель    | Закінчив міськ. училище | Вчитель     |

В 1911 році завершено вимощування каменем дороги в Ярославці.
У 1912 році в селі діє земська школа, лікарня та церковнопарафіяльна школа (з 1914 р. — чотирикласна).
Радянську владу було встановлено у січні 1918 р.
Протягом 1919-1921 років у районі проти денікінців та більшовиків воював повстанський загін уродженця села отамана Демида Ромашки (до 3 тисяч бійців).
В часи УНР в селі діяла філія товариства «Просвіта» та рух «Вільне козацтво».
У 1919—1924 Чернігівське губернське статистичне бюро склало список населених пунктів губернії. Згідно з податковими списками у 1923 році в селі було 899 господарств, у яких мешкало 4314 людей. У селі була сільрада, до якої також належали хутори Куст (3 господарства, 12 людей, 2,5 версти від сільради) та Попова Гребля (11 господарств, 59 людей, 3 версти від сільради). До районного центру Бобровиця, що тоді підпорядковувався Ніжинській окрузі, вела ґрунтова дорога довжиною 12 верст. У селі був телефон, але не було ні школи, ні клубу, ярмарки не проводились. Найближча залізнична станція — Бобровиця (12 верст).
З 1939 року почала діяти середня школа, бібліотека з хатою-читальнею, клуб, аптека, пожежна команда, утворено колгосп «За комунізм» (спеціалізація — зернові і цукровий буряк).
Село було радіофіковане у 1954 р. та електрифіковане — 1956 р. Тоді ж було споруджено власну електростанцію.
1967 року встановлено Обеліск в пам'ять про воїнів-односельців (750 осіб), які полягли під час Другої світової війни.
У 1980 році при Будинку культури (розрахований на 430 місць) розпочинає діяти жіночий самодіяльний ансамбль «Ярославна».
2016 року відкрито дитсадок «Колосок» та видано книгу «Ярославка від роду до роду».
2018 року в рамках всеукраїнської акції «Никто не забыт», ініційованої проросійським телеканалом «Інтер», було відновлено Пам'ятний знак воїнам-односельцям, які загинули в роки Другої Світової війни.

## Політика

### Парламентські вибори, 2019
На позачергових парламентських виборах 2019 року у селі функціонувала окрема виборча дільниця № 740087, розташована у приміщенні школи.
Результати
- зареєстровано 563 виборці, явка 64,65%, найбільше голосів віддано за «Слугу народу» — 41,67%, за Всеукраїнське об'єднання «Батьківщина» — 17,53%, за Радикальну партію Олега Ляшка — 12,07%[37]. В одномандатному окрузі найбільше голосів отримав Борис Приходько (самовисування) — 56,93%, за Сергія Коровченка (самовисування) — 11,21%, за Дмитра Пахомова (Слуга народу) — 10,32%[38].

## Населення
2015 року в Ярославській сільраді мешкали 888 осіб, наприкінці 2017 — 691 особа, дітей — 95, пенсіонерів — 231.

## Пам'ятки
- Братська могила[d] 12 радянських воїнів, які загинули у вересні 1943р.;
- Будинок[d], в якому в 1943р. розміщувався військовий польовий терапевтичний госпіталь №4389;
- Могила[d] радянського воїна С.М.Анцибора;
- Могила[d] радянського воїна О.П.Ветрова (1924-1943рр.);
- Пам’ятний знак[d] 757 воїнам-односельчанам, які загинули в роки Великої Вітчизняної війни;
- Місце дислокації[d] партизанського загону ім. Щорса під керівництвом Героя Радянського Союзу О.Є. Кривця;
- Курган[d] (2-1 тис. до н.е.);
- Поселення «Княжедворище[d]» (XII-XIII ст. н.е.);
- Курган «Бондариха»[d] (2-1 тис. до н.е.);
- Поселення «Ярославка-1[d]» (кін. XI – XII, XVIII ст. н. е.);
- Поселення «Ярославка-2[d]» (XI – XII ст.);
- Поселення «Ярославка-північ[d]» (1 тис. н. е.);

## Уродженці села
- Березовська Павлина Леонідівна (1925 — 2007) — українська журналістка, учасниця підпілля на Чернігівщині в час Німецько-радянської війни, співавторка книжки «Двічі страчені-вічно живі».
- Золотницький Володимир Трохимович (1741 — після 1796) — український філософ та конституоналіст.
- Клименко Пилип Васильович (1887—1955) — український історик, архівознавець, джерелознавець.[40]
- Коваль Юрій Миколайович (1980—2014) — солдат Збройних сил України, загинув під Луганськом.
- Крамаренко Б. С. — кавалер трьох орденів Слави.
- Норенко Андрій Петрович (1980—2014) — солдат Збройних сил України, учасник російсько-української війни.
- Приседько Владислав Леонідович — відомий український картограф, доцент Київського національного університету імені Тараса Шевченка.
- Ромашка Демид Остапович — повстанський отаман 1919—1920 років.
- Шевенок Д. Я. — Герой Радянського Союзу.
- Хуторний Юрій Миколайович (1981—2014) — солдат, військовослужбовець 1-ї окремої гвардійської танкової бригади (Гончарівське на Чернігівщині). Загинув у бою під Іловайськом.

## Корисні посилання
- Ярославка и Старая Басань // Историко-статистическое описаніе Черниговской епархіи. Книга пятая. Губ. городъ Черниговъ. Уѣзды: Черниговскій, Козелецкій, Суражскій, Кролевецкій и Остерский. — Черниговъ, Земская типографія, 1874. — С. 215-247. [Архівовано 27 травня 2016 у Wayback Machine.]
- Ярославка и Старая Басань // Черниговскія Епархіальныя извѣстія. — 1872. Прибавленія. — с. 108—118 (№ 6, 15 марта). [Архівовано 2 лютого 2016 у Wayback Machine.]
- Ярославка и Старая Басань (Продолженіе) // Черниговскія Епархіальныя извѣстія. — 1872. Прибавленія. — с. 126—148 (№ 7, 1 апреля). [Архівовано 13 грудня 2020 у Wayback Machine.]
- Погода в селі. [Архівовано 4 серпня 2020 у Wayback Machine.]